# 斯卡拉堡省
斯卡拉堡省（Skaraborgs län）是瑞典一個已裁撤的省份，位於維納恩湖和韋特恩湖之間，首府位於瑪麗斯塔德，存在時間為1634年至1997年。1998年1月1日，與哥德堡和布胡斯省、艾爾夫斯堡省合併為西約塔蘭省，但原屬斯卡拉堡省的穆尔舍市镇和哈布市镇經過公民投票後加入延雪平省。

## 城市
- 法爾雪平 Falköping
- 尤城 Hjo
- 利德雪平 Lidköping
- 瑪麗斯塔德 Mariestad
- 斯卡拉 Skara
- 舍夫德 Skövde
- 蒂達霍爾姆 Tidaholm